# Santosse
Santosse é uma comuna francesa na região administrativa da Borgonha-Franco-Condado, no departamento de Côte-d'Or. Estende-se por uma área de 8,4 km². Em 2010 a comuna tinha 55 habitantes (densidade: 6,5 hab./km²).